# Spodiopsar sericeus
Spodiopsar sericeus е вид птица от семейство Скорецови (Sturnidae).

## Разпространение
Видът е разпространен във Виетнам, Китай, Хонконг и Япония.